# Mahutia rougemonti
Mahutia rougemonti là một loài bọ cánh cứng trong họ Chrysomelidae. Loài này được Silfverberg miêu tả khoa học năm 1980.